# Rathaus (Immenhausen)

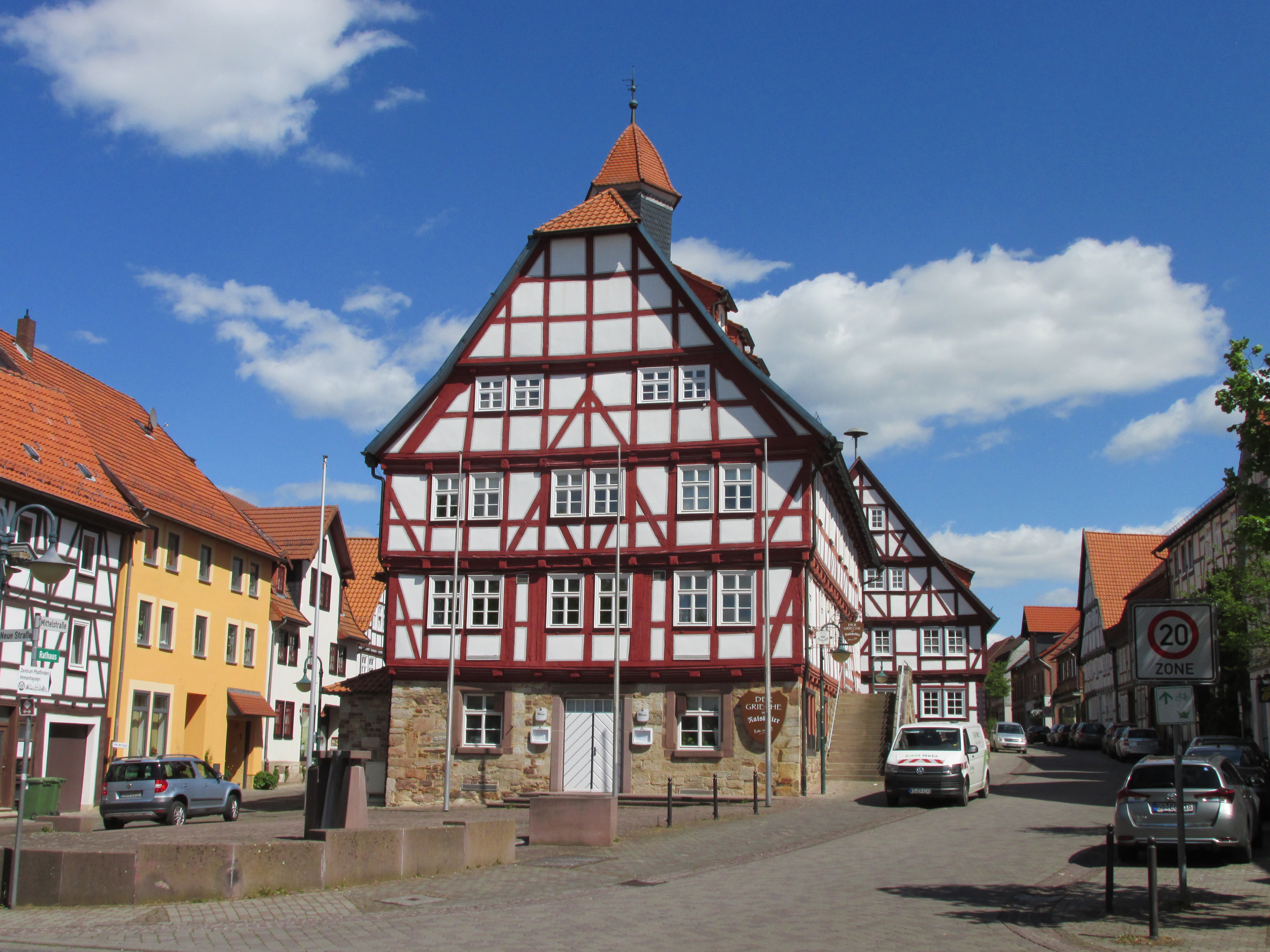
Rathaus in Immenhausen

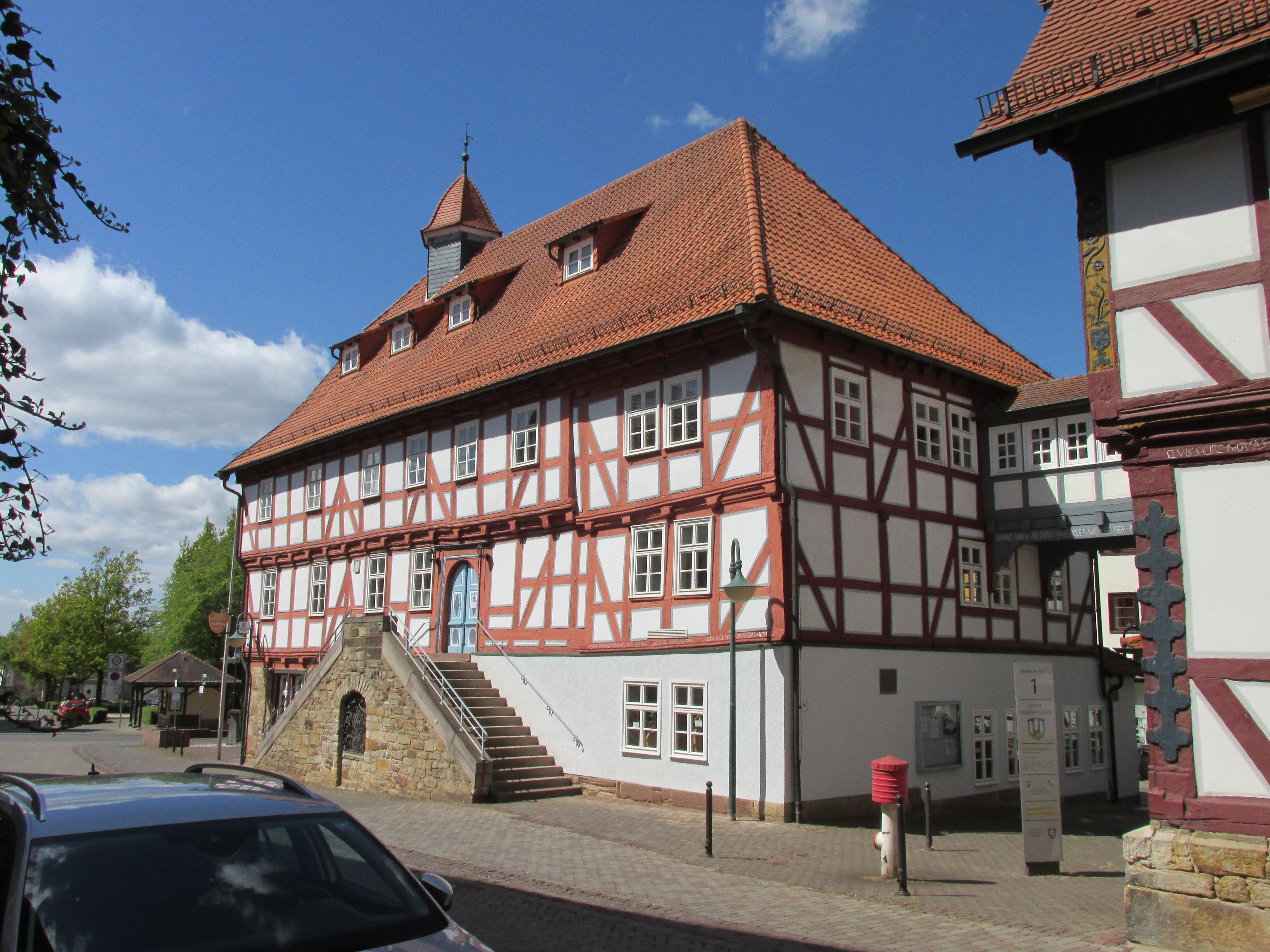
Seitenansicht und Rückseite mit Verbindung zum Neubau des frühen 20. Jahrhunderts

Das Rathaus in Immenhausen, einer Stadt im Landkreis Kassel in Nordhessen, wurde im Dreißigjährigen Krieg 1631 zerstört und von 1643 bis 1662 wieder aufgebaut. Das Rathaus am Marktplatz 1 ist ein geschütztes Kulturdenkmal.
Der dreigeschossige Rähmbau auf zum Teil verputztem Erdgeschoss in Bruchsteinmauerwerk ist mit rechteckigen Zwillingsfenstern mit gekehlter Laibung versehen. Die Obergeschosse bestehen aus kräftigem Fachwerk mit Streben an Bund- und Eckpfosten. Auf dem Krüppelwalmdach sitzt ein achteckiger Dachreiter. Die Geschossüberhänge werden von profilierten Balkenköpfen, Füllhölzern und Rähm- bzw. Schwellbalken mit Ornamenten gebildet. 
Der Haupteingang an der Traufseite ist über eine steile zweiläufige Außentreppe zu erreichen. Das rundbogige Portal hat eine barocke zweiteilige Eingangstür. 
An der Rückseite wurde Anfang des 20. Jahrhunderts ein historisierender Neubau errichtet, der vom alten Rathaus durch einen Verbindungsgang vom zweiten Obergeschoss aus zu erreichen ist.